# ParkingHopper

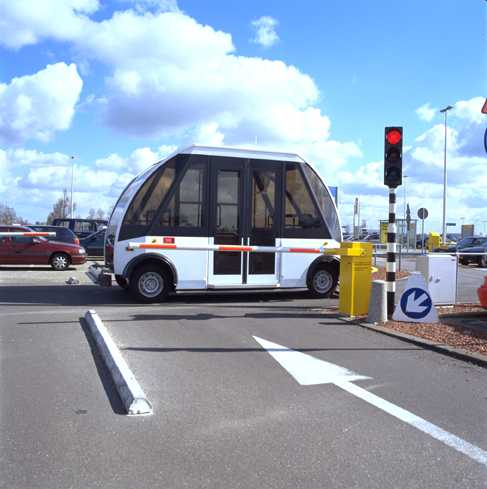
Een ParkingHopper op Schiphol.

ParkingHopper is een vorm van personenvervoer waarbij vanaf 1997 met vier voertuigen passagiers op de Nederlandse luchthaven Schiphol van langparkeerterrein P3 naar de haltes van de pendelbussen werden gebracht. Het was een zelfrijdend zogenoemd people-mover-systeem. De pendelbussen, met chauffeur, verzorgden vervolgens het vervoer over 3 km naar de vertrekhallen.
Vanwege de onbetrouwbaarheid en onveiligheid, mede veroorzaakt door onbewaakte voetgangerspaden, werd het systeem in 2004 buiten gebruik gesteld. Delen van het traject zijn in gebruik als parkeerplaats.

## Trajectfoto's

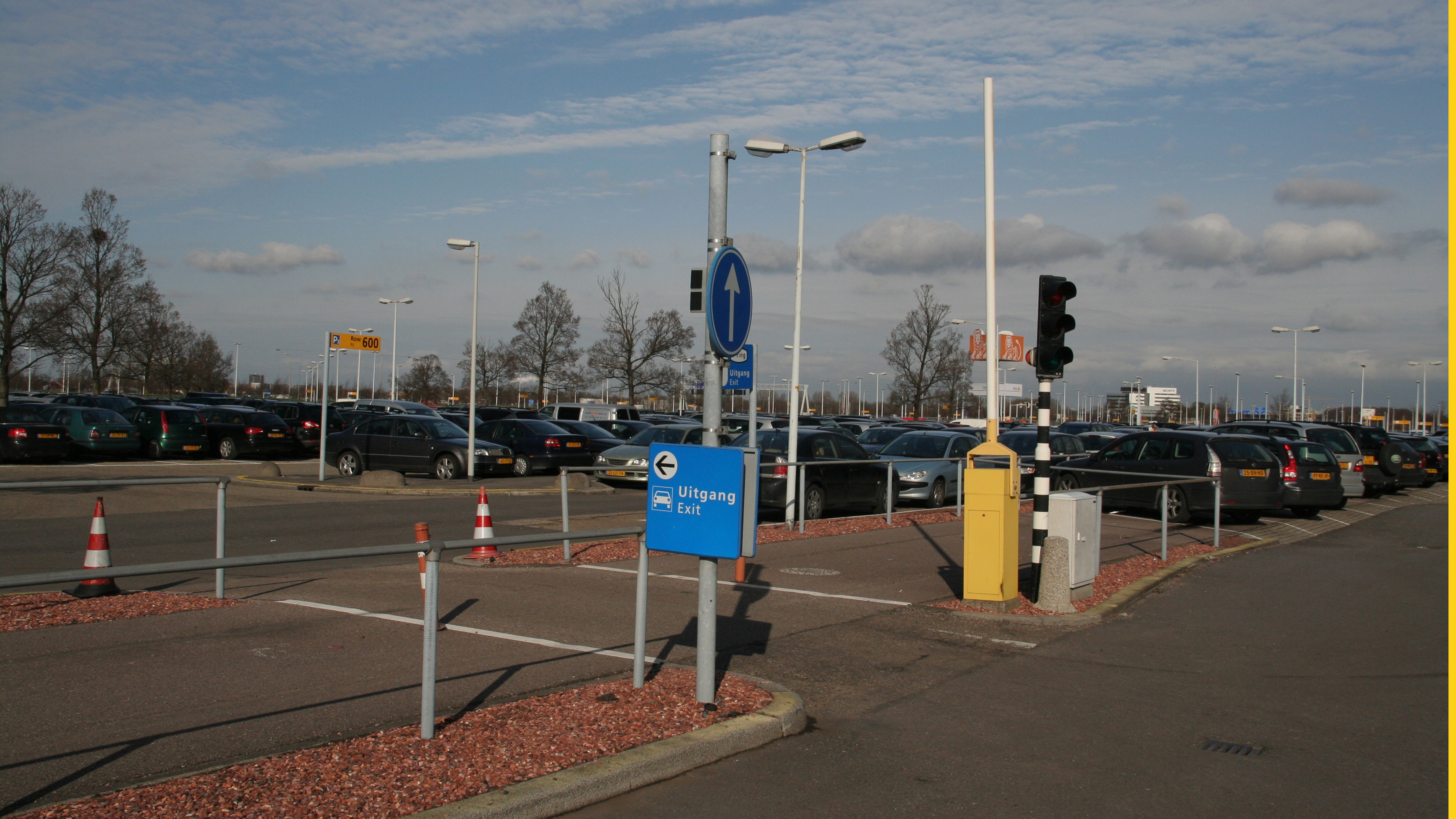
Voormalig traject
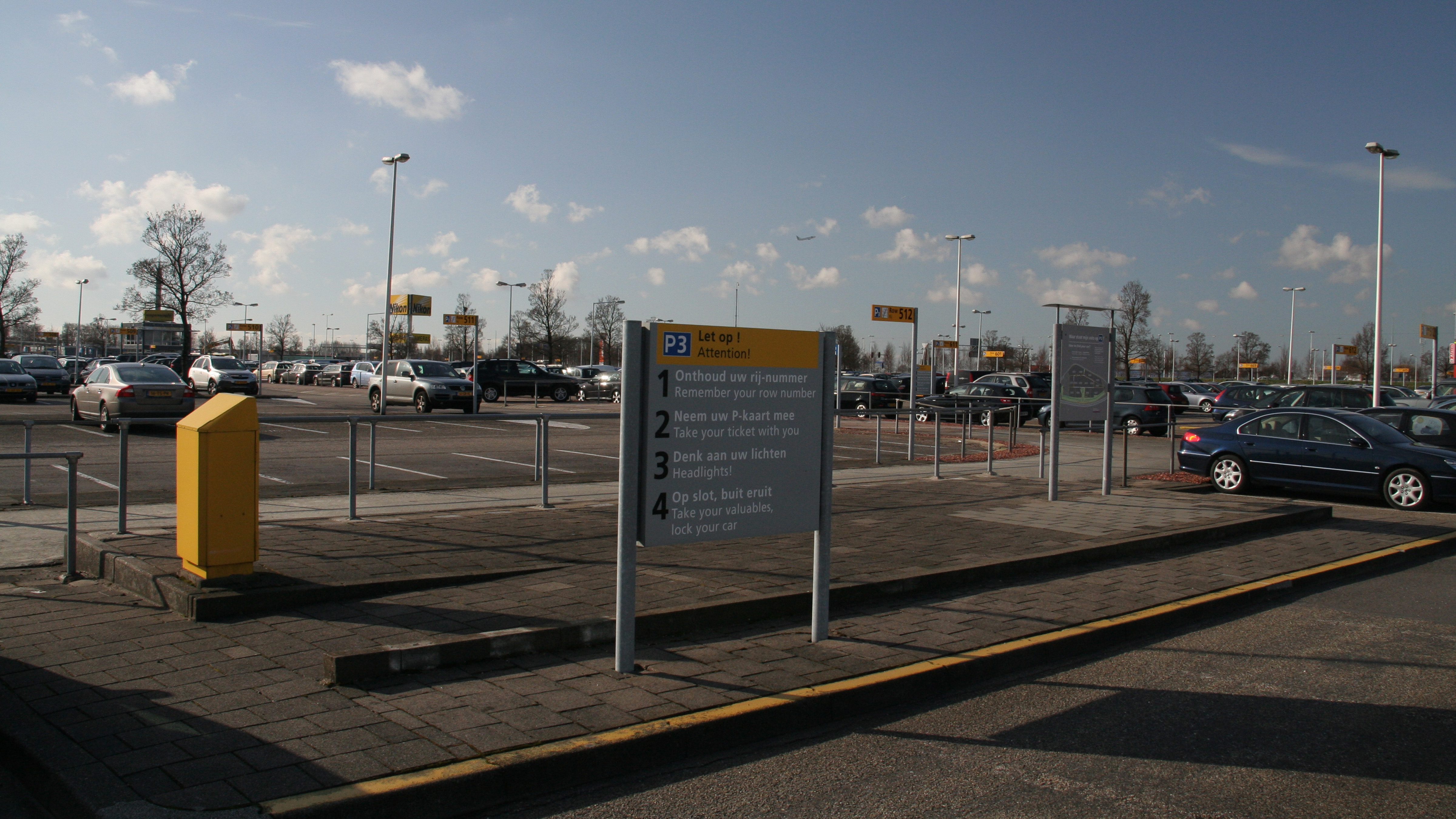
Een oude halteplaats
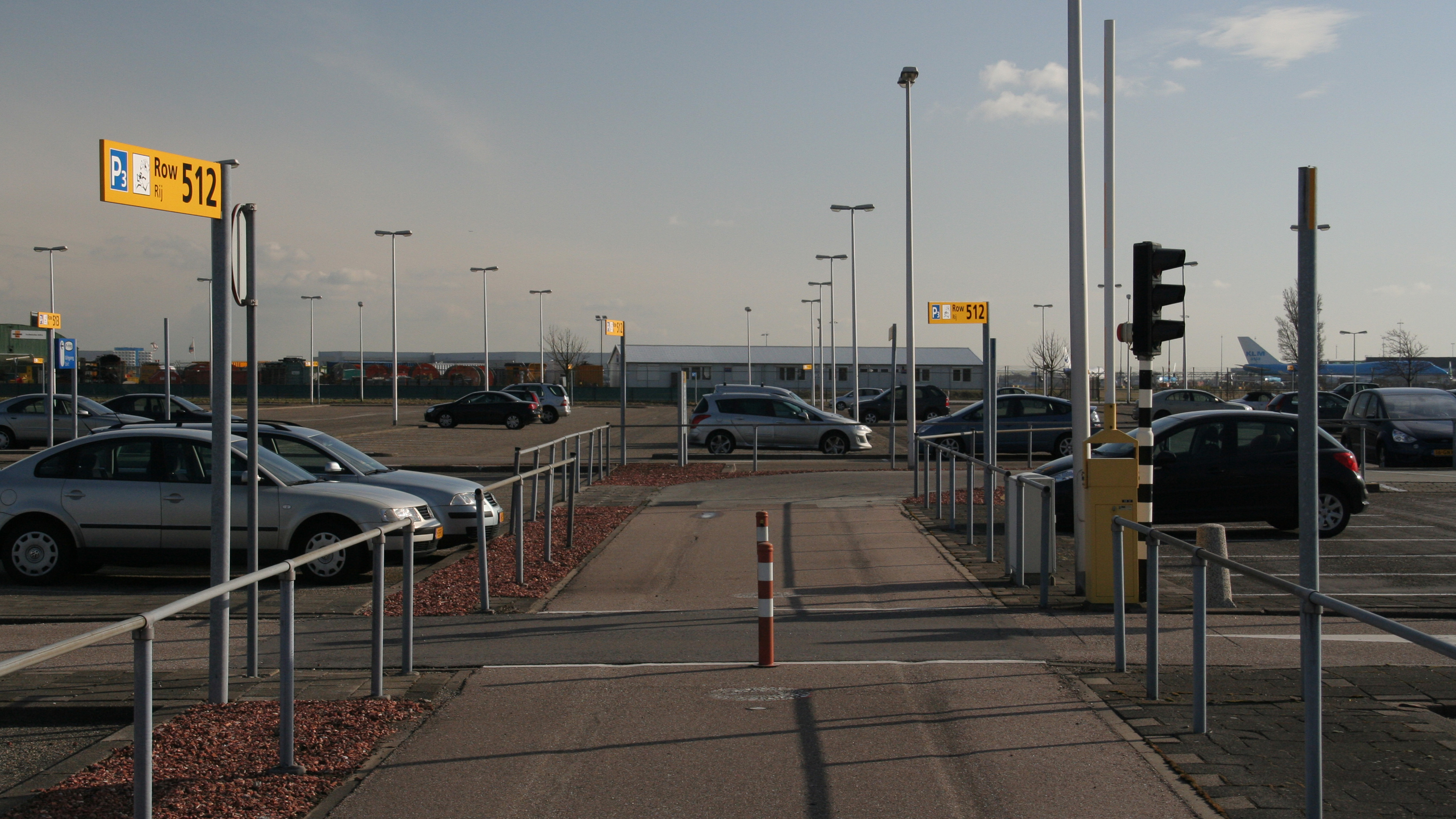
Delen van het tracé zijn afgesloten met paaltjes